# Чебан Іван Дмитрович
Іван Дмитрович Чебан (Чобану) (8 травня 1910, село Стара Кульна (Кулна-Веке) Нестоїтської волості Балтського повіту Подільської губернії, тепер Подільського району Одеської області — ?, тепер Молдова) — радянський молдавський діяч, філолог, письменник, директор Кишинівського державного педагогічного інституту. Один із творців т. зв. «молдавської мови». Доктор філологічних наук (1975). Депутат Верховної Ради СРСР 2—4-го скликань.

## Життєпис
У 1932 році закінчив Тираспольський державний педагогічний інститут.
З 1933 року — на педагогічній та науковій роботі.
Під час німецько-радянської війни перебував на літературній та пропагандистській роботі, був літературним працівником газети «За Советскую Молдавию», працював відповідальним редактором молдавських передач у Всесоюзному радіокомітеті в Москві.
Член ВКП(б) з 1943 року.
У 1946—1952 роках — завідувач секції мови і літератури Молдавського науково-дослідного інституту; директор Науково-дослідного інституту історії, мовознавства та літератури Молдавської філії Академії наук СРСР.
З 1951 року — голова Молдавського комітету захисту миру.
У 1952—1956 роках — директор Кишинівського державного педагогічного інституту.
У 1956—1979 роках — завідувач сектору фольклористики Академії наук Молдавської РСР. Був керівником та одним із авторів наукового видання молдавського фольклору в 15-ти томах.
З 1979 року — науковий консультант Інституту мови та літератури Академії наук Молдавської РСР.
Подальша доля невідома.

## Основні твори
- Граматика лимбий молдовенешть, 1939; ултима ед. 1963
- Скице де фолклор молдовенеск, 1965
- Поезия лирикэ популарэ молдовеняскэ, 1975
- Очерки молдавско-русско-украинских литературных связей, 1978 (у співавторстві)
- збірка оповідань «Гарна дівчина» (1939)
- збірка оповідань «Вінчальний батько і вінчальний син» (1941)
- збірка оповідань «На зорі» (1947)

## Нагороди
- орден Леніна
- медалі